# 320년대
320년대는 320년부터 329년까지를 가리킨다.